# Bujsce
Bujsce – zniesiona nazwa części wsi Ruda Wołoska w Polsce położona w województwie lubelskim, w powiecie tomaszowskim, w gminie Tomaszów Lubelski.
Nazwa z nadanym identyfikatorem SIMC występuje w zestawieniach archiwalnych TERYT z 1999 roku.
W latach 1975–1998 miejscowość administracyjnie należała do województwa zamojskiego.